# Walery Bagiński
Walery Feliks Bagiński (ur. 16 kwietnia 1893 w Warszawie, zm. 29 marca 1925 w Kołosowie koło Stołpców) – porucznik Wojska Polskiego, kawaler Orderu Virtuti Militari, działacz Komunistycznej Partii Robotniczej Polski.

## Życiorys
Syn Walerego i Feliksy z Kwiecińskich - rodziny szlacheckiej o tradycjach patriotycznych. Był wnukiem powstańca styczniowego Saturnina Prawdzic Bagińskiego zesłanego za udział w powstaniu na Syberię.  W 1913 roku ukończył Gimnazjum Chrzanowskiego i rozpoczął studia prawnicze na Uniwersytecie Jagiellońskim, które przerwał w następnym roku, a następnie rozpoczął ponownie w roku 1917 na Uniwersytecie Warszawskim. W latach 1914–1915 był działaczem Związku Strzeleckiego „Strzelec” i Polskiej Organizacji Wojskowej. W 1915 roku wstąpił do Legionów, dwa lata później został internowany w Szczypiornie. Brał udział w wojnie polsko-bolszewickiej, w trakcie której odznaczył się bohaterstwem, za co 17 maja 1922 został odznaczony Krzyżem Srebrnym Orderu Wojskowego Virtuti Militari.
W 1920 roku został wykładowcą w Centralnej Szkole Zbrojmistrzów, która mieściła się w Cytadeli Warszawskiej. 3 maja 1922 roku zweryfikowany został w stopniu porucznika ze starszeństwem z dniem 1 czerwca 1919 roku w korpusie oficerów uzbrojenia. Od 1921 roku był członkiem Komunistycznej Partii Robotniczej Polski w wojsku i członkiem Centralnego Wydziału Wojskowego.
2 sierpnia 1923 roku został aresztowany wraz z nieznanym mu osobiście Antonim Wieczorkiewiczem, podporucznikiem rezerwy powołanym do służby czynnej i przydzielonym do Ekspozytury Oddziału II Sztabu Generalnego w Krakowie, i oskarżony o działalność komunistyczną oraz współorganizację zamachów bombowych, których dokonano w kwietniu i maju tego samego roku w Warszawie i Krakowie. Podczas śledztwa do oskarżenia dodano również pomoc w zorganizowaniu wysadzenia w dniu 13 października 1923 składu prochu w Cytadeli Warszawskiej, które nastąpiło w momencie gdy Bagiński i Wieczorkiewicz siedzieli od ponad dwóch miesięcy w więzieniu − zginęło wówczas 25 (lub 28) żołnierzy. 
Obu zatrzymanych skazano na karę śmierci, która po prawie łaski okazanym przez prezydenta RP Stanisława Wojciechowskiego została zamieniona na 15 lat pozbawienia wolności. Wyrok sąd utrzymał i obu skazanych osadzono w więzieniu. W późniejszych latach historycy stwierdzili, że oskarżenie i proces były policyjną prowokacją, natomiast główny świadek i oskarżyciel Józef Cechnowski był etatowym policyjnym donosicielem i prowokatorem.

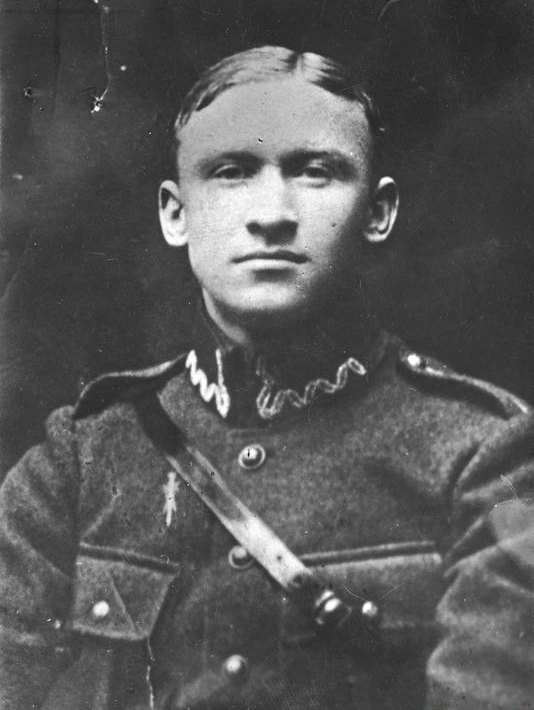
Przodownik PP Józef Muraszko (1925)

W 1925 roku ZSRR wysunął propozycję wymiany więźniów politycznych, za Walerego Bagińskiego i Antoniego Wieczorkiewicza miał zostać wymieniony konsul RP w Gruzji, prawnik Józef Łaszkiewicz z żoną i córkami oraz ksiądz katolicki Bronisław Usas, którzy byli więzieni na moskiewskiej Łubiance. Wymiana miała nastąpić 29 marca o godzinie 16 na granicznych stacjach kolejowych w Kołosowie i Niegoriełoje, gdzie wówczas często wymieniano szpiegów i skazanych na ekstradycję. Jednym z konwojentów był 29-letni policjant, przodownik Józef Muraszko, który zastrzelił obu konwojowanych. Bagiński zginął na miejscu, a ranny w brzuch Wieczorkiewicz zmarł po przewiezieniu do szpitala. Tuż po zdarzeniu pociąg został zawrócony do Stołpiec, a Muraszko poddał się – według różnych wersji – mówiąc: „Sądzę, że dokonałem czyn patriotyczny zabijając zbrodniarzy” lub „Zabiłem zdrajców”, oświadczając przy tym, że chce ponieść całkowitą odpowiedzialność za swoje czyny. W prasie polskiej czyn policjanta przedstawiano jako samowolny i wskazywano, że wcześniej był on prześladowany przez bolszewików i skazany przez nich na śmierć oraz doprowadzony do egzekucji, której ostatecznie uniknął. Z akt sądowych wynika, że Muraszkę skazano na dwa lata więzienia, a po roku zwolniono.
Sprawie Antoniego Wieczorkiewicza i Walerego Bagińskiego pisarz Stanisław Goszczurny poświęcił książkę „Wyrok śmierci”.
29 marca 1960 roku Minister Obrony Narodowej nadał Oficerskiej Szkole Uzbrojenia w Olsztynie imię por. Walerego Bagińskiego i ppor. Antoniego Wieczorkiewicza. W okresie PRL imię Walerego Bagińskiego nosiła niewielka ulica w centrum Warszawy, pomiędzy „domem Bez Kantów” i Hotelem Europejskim (obecnie ul. gen. Michała Tokarzewskiego-Karaszewicza).